# حزب الشعب الباكستاني البرلماني
حزب الشعب الباكستاني البرلماني (PPPP) هو حزب سياسي باكستاني منشق عن حزب الشعب الباكستاني، أنشأه أمين فهيم في عام 2002 بعد أن معارضته للنظام الديكتاتوري العسكري لبرويز مشرف، اعتباره أنه يضع قيودًا على حزب الشعب الباكستاني ورئيستها بينظير بوتو للمشاركة في السياسة الباكستانية.
في يناير 2017 تم انتخاب آصف علي زرداري رئيسًا لـ حزب الشعب الباكستاني البرلماني.